# Hotel sanitario

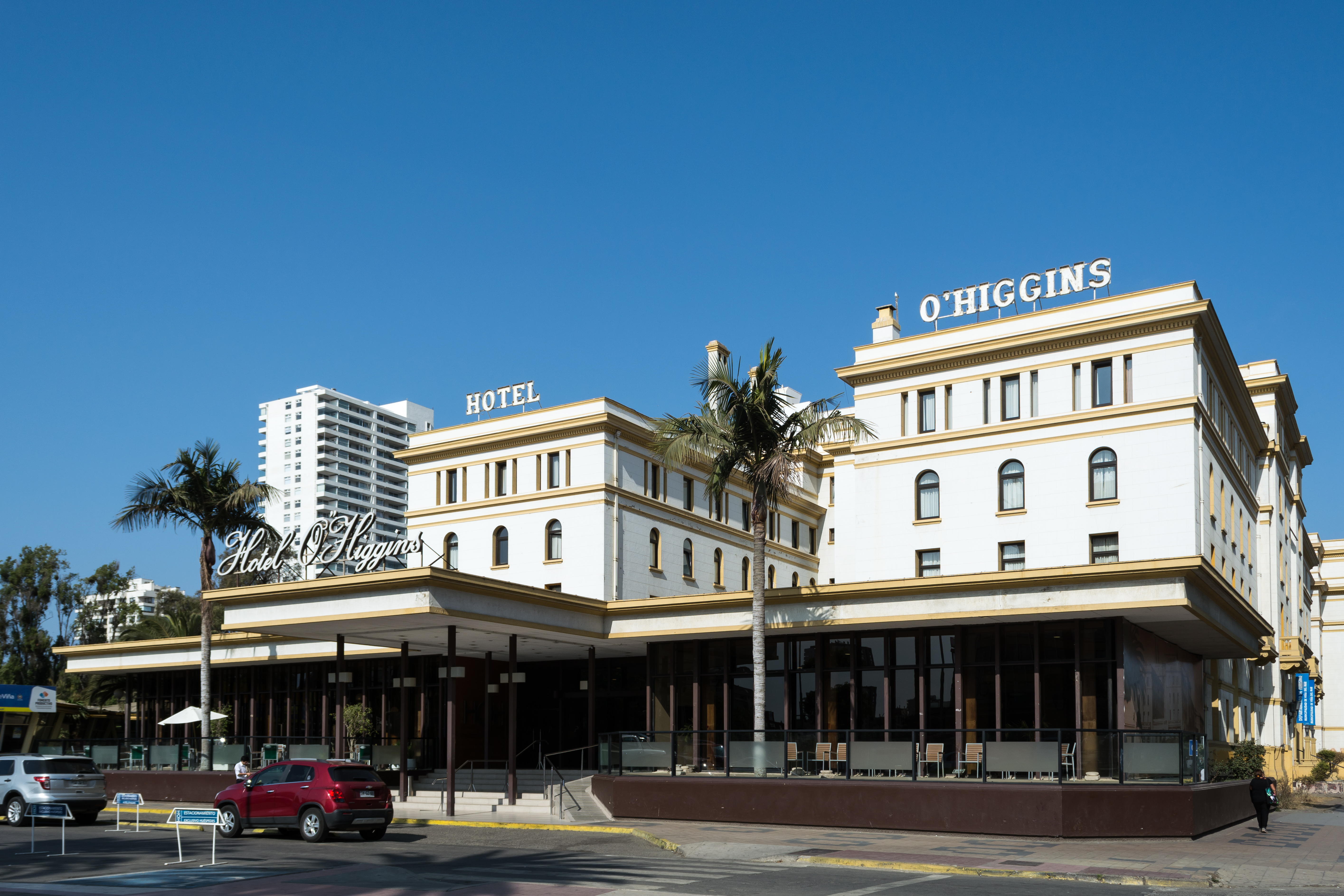
El Hotel O'Higgins fue cedido por la Municipalidad de Viña del Mar (Chile) para atender a pacientes con coronavirus en todas sus dependencias.

Un hotel sanitario u hotel sanitarizado es una política que adoptaron algunos gobiernos locales y nacionales durante la pandemia de COVID-19 para establecer un cordón sanitario al interior de las ciudades con el fin de utilizar estos recintos destinados a la hostelería, medicalizados y sanitizados, brindándole así todas las comodidades necesarias tanto a pacientes menos graves infectados con el virus SARS-CoV-2, como casos sospechosos o de viajeros que retornaron a su lugar de origen y debieron hacer cuarentena. Además de mantener las medidas de distanciamiento físico con el aislamiento de los pacientes en habitaciones individuales, sin contacto con otras personas, evitando así posibles contagios e infecciones intrahospitalarias. Muchos de los hoteles y residencias para alojamiento temporal similares, fueron cedidos por sus dueños de forma gratuita para hacer frente a la pandemia, a fin de que puedan hacer uso de ellas tanto los pacientes infectados como los trabajadores de la salud y personas que han quedado varadas en otros países distinto al de origen.

## Impacto económico de la pandemia en el sector hotelero

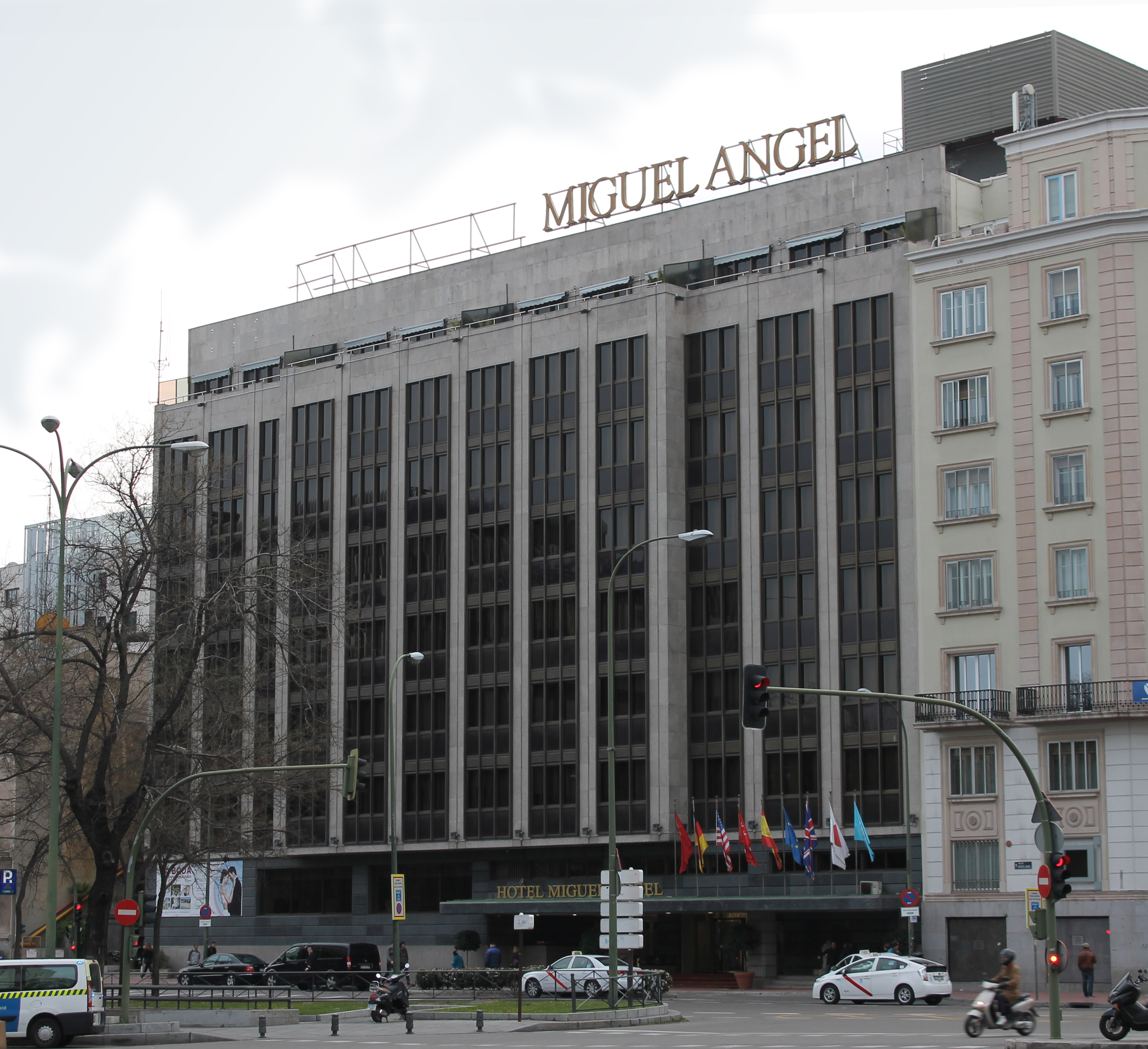
El Hotel Miguel Ángel de Madrid fue uno de los primeros en medicalizarse en la capital española durante la pandemia.

Al ser el turismo uno de los sectores de la economía que más fue impactado al ser declarada la pandemia, fueron dispuestas las dependencias de los hoteles como una alternativa para ocupar esos espacios que quedaron sin utilizar, al suspenderse algunas garantías del libre tránsito de las personas con diferentes medidas adoptadas por cada gobierno para combatir la enfermedad, tales como el cierre de fronteras, decretar estado de emergencia con toques de queda y la prohibición de reunirse de forma masiva en espacios públicos, entre otras, afectando a las actividades comunes del turismo urbano. En algunos casos, los hoteles pasaron a llamarse «residencias sanitarias» mientras se les da un uso médico. Asimismo, fue una de las disposiciones tomadas con el fin de no congestionar la red hospitalaria, atendiendo separadamente y de mejor manera a los pacientes que requieren mayores cuidados en las propias dependencias hospitalarias, como también una forma de reducir el impacto económico de la pandemia en el sector turístico, donde en muchos casos, los gobiernos asumieron los costos totales de alojamiento y alimentación de los pacientes a un precio más bajo que el que se paga normalmente. Algunos establecimientos fueron reacondicionados de tal manera, que pueden ser fácilmente catalogados como hospitales temporales.

## Situaciones nacionales
- Chile: El Ministerio de Salud de Chile pasó a tomar el control, ya sea por arrendamiento o cesión temporal,[2] de todos los hoteles que fueron destinados para recibir a los pacientes con COVID-19, como también a otros casos sospechosos o quienes debían cumplir con cuarentenas obligatorias por haber ido recientemente de viaje al extranjero.[3]
- España: Las autoridades sanitarias españolas y los gobiernos autonómicos tomaron el control de recintos hoteleros que fueron reacondicionados y entregados para atender a pacientes durante la pandemia. En abril de 2020, Madrid contaba con 13 «hoteles sanitarizados».[4]
- Estados Unidos: Numerosos hoteles y cadenas hoteleras estadounidenses, se unieron a la organización Hotels for Hope (Hoteles por la Esperanza), una entidad sin fines de lucro que ante la contingencia por la pandemia, busca acomodar tanto al personal sanitario estadounidense como a pacientes no críticos o en cuarentena, en hoteles con todas las medidas de aislamiento y comodidades que requieren, sin cobrarles por su estadía, en especial a todos los hoteles ubicados en las cercanías de centros de asistencia sanitaria.[5]
- Panamá: Las autoridades del Ministerio de Salud tomaron el control de recintos hoteleros, por arrendamiento, por cesión temporal o por donación, para pacientes con COVID-19 que se les dificultaba la atención domiciliaria, por residir en áreas de difícil acceso, para la descongestión del Complejo Hospitalario Dr. Arnulfo Arias Madrid y del Hospital Santo Tomás, como para la evacuación de pacientes en alta áreas de alta densidad poblacional.
- Perú: En abril de 2020, habían sido utilizados 600 hoteles para albergar a pacientes infectados con la Covid-19, así como también para recibir a los pasajeros internacionales con residencia permanente en el Perú, que debieron hacer cuarentena obligatoria al retornar al país.[6]
- Reino Unido: Figuras vinculadas al equipo deportivo Manchester United, fueron unas de las primeras en ceder de forma gratuita al Servicio Nacional de Salud británico, los hoteles de su propiedad para su uso médico exclusivo, entre los que destacan Gary Neville, Ryan Giggs y Peter Lim.[7][8]
- Uruguay: En Montevideo, capital uruguaya, se utilizaron en mayo de 2020 los dos primeros hoteles sanitarios por la pandemia de coronavirus, para hospedar en cuarentena a todos los tripulantes y pasajeros del crucero Greg Mortimer, el cual registró un brote epidemiológico en alta mar.[9]